# Palác v Léhu

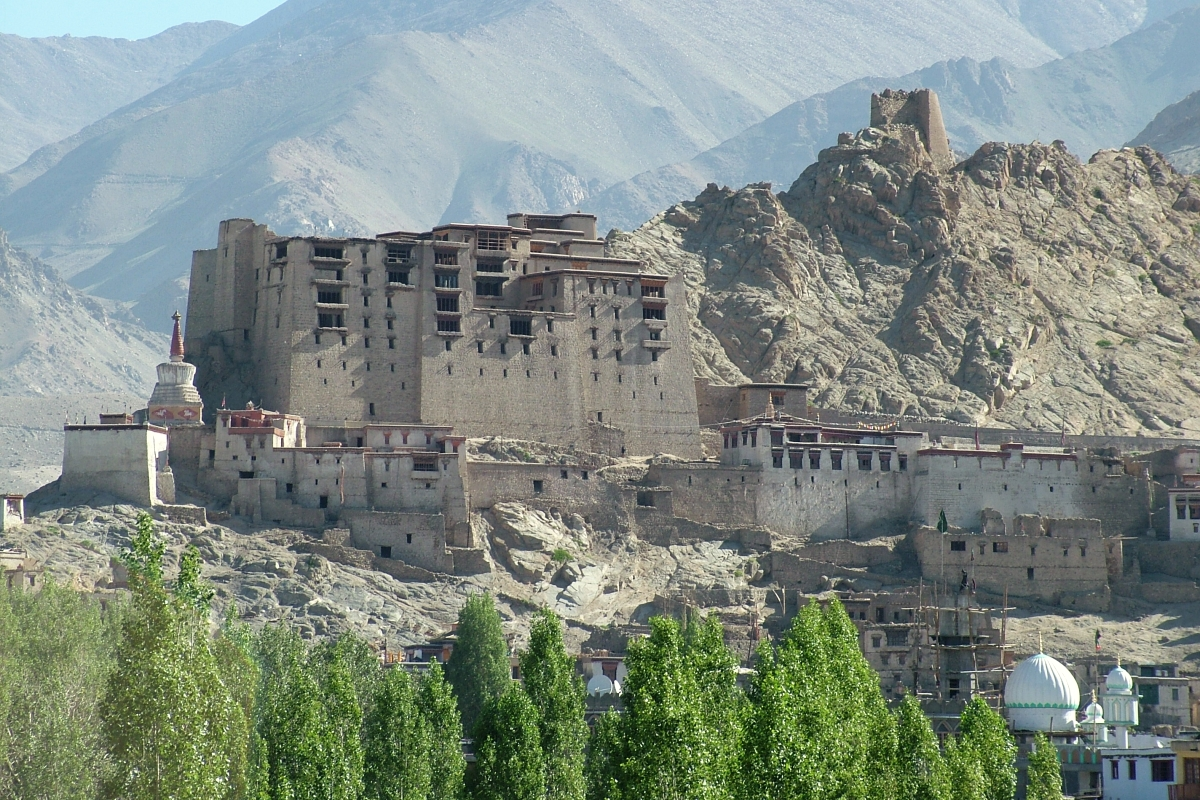
Královský palác v Lehu

Královský palác v Léhu byl postaven v 17. století za vlády ladákhského krále Sengge Namgjala, opuštěn byl v polovině 19. století po invazi kašmírských vojsk. Poté se královská rodina přestěhovala do paláce ve Stoku. Palác je devět pater vysoký, horní patra byla určena pro ubytování královské rodiny, spodní patra byla hospodářská.
Palác je nyní restaurován a přístupný veřejnosti.